# Porpita porpita
Porpita porpita is een hydroïdpoliep uit de familie Porpitidae. Porpita porpita werd in 1758 vermeld door Carl Linnaeus in de tiende editie van Systema naturae.
De porpita porpita drijft in water dankzij een met gas gevulde drijver van enkele centimeters in doorsnede. Daarom heen bevinden zich de tentakels die bestaan uit kolonies van hydroïdpoliepen.